# کد کشور

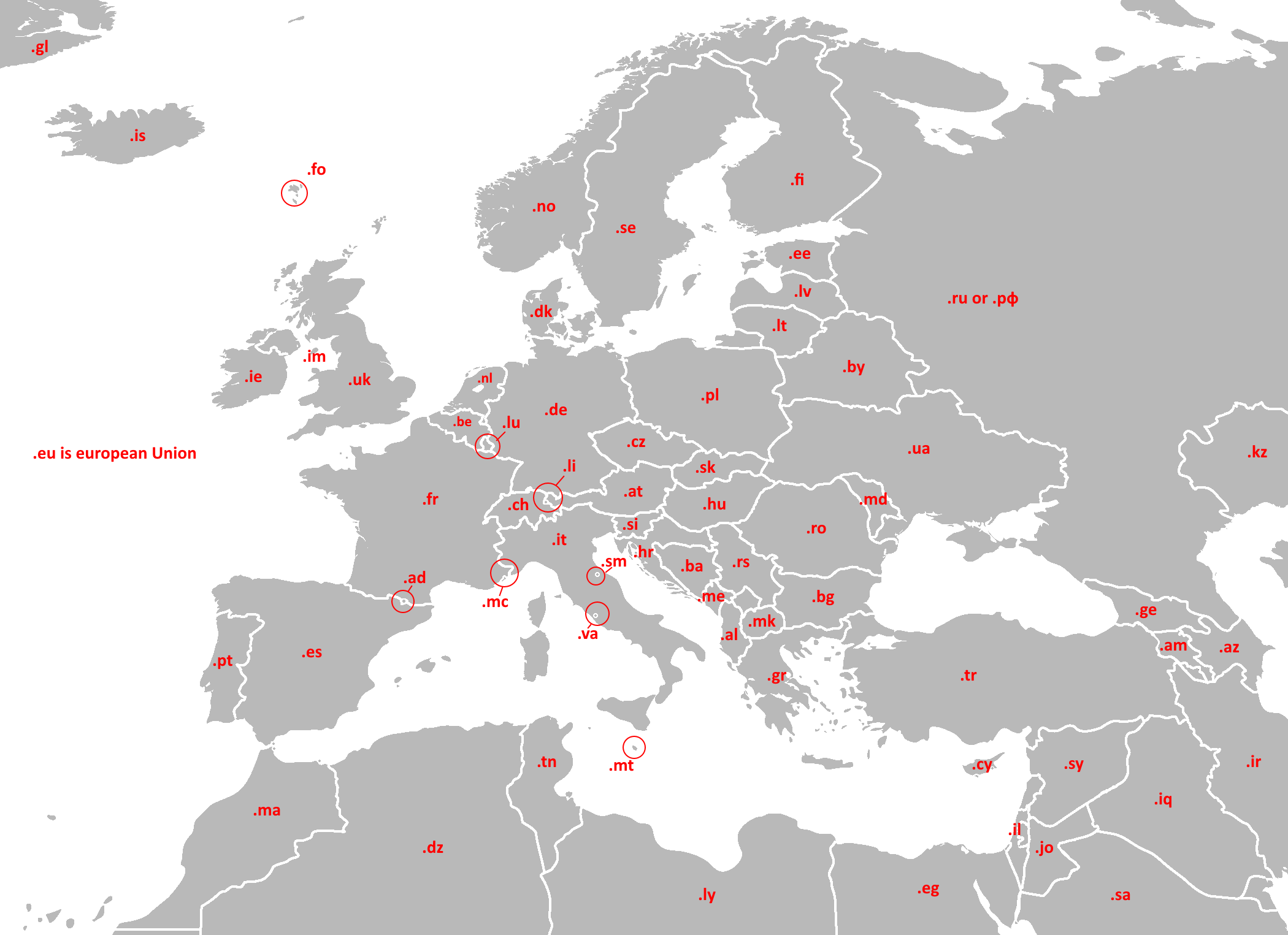
کد های کشور های اروپایی

کد کشور (انگلیسی: Country code) یک کد کوتاه جغرافیایی یا عددی (زمین‌کدیابی) است، که برای نشان دادن موقعیت کشورها و قلمروی وابسته به آنها، در سیستم‌های پردازش رایانه‌ای داده‌ها و ارتباطات طراحی شده‌است و مورد استفاده قرار می‌گیرد. برای انجام این کار، تاکنون سیستم‌های مختلفی ساخته شده‌است. اصطلاح کد کشور، اغلب به کدهای شماره‌گیری بین‌المللی یا پیش‌شماره تلفنی کشورها نیز اشاره دارد.